# クロックタワー3
『クロックタワー3』（CLOCK TOWER 3）は2002年12月12日にカプコンから発売されたPlayStation 2用ゲームソフト。

## 概要
ヒューマンから発売されていた『クロックタワーシリーズ』のナンバリング作品。ただし、本作はカプコンと制作会社の倒産後に権利を引き継いだサンソフトとの共同制作で開発が進められたため、河野一二三などの旧作スタッフは一切関わっていない。過去作品とはシステムも世界観も全くの別物となっており、「バロウズ」「シザーマン」といった一部の用語以外の繋がりは一切無い（これらの用語も過去作品から借用されただけであり過去作品との繋がりはない）。カプコンとシナリオ集団「フラグシップ」を中心に制作が進められた。イベントCGムービーには深作欣二を監督として起用。
2001年4月11日にカプコンとフラグシップが主催の新作発表会の"Take Off FLAGSHIP PREMIUM NIGHT"が都内で行われた。会場には深作欣二をはじめとする制作者が姿を見せ、ソフトに賭ける意気込みを語った。「ゲームという世界は全くの未経験。この年齢で初体験できるということは中々ないことなので、ふたつ返事で引き受けてしまいました」と述べている。
従来のようなポインタでオブジェクトをクリックして進める形式ではなく、シリーズ初の直接操作ボタンを入力して主人公を操作する形式となっている。「主人公には戦う力は無く、敵から逃げ隠れしながら進まなくてはならない」というコンセプトこそ受け継いでいるものの、「逃げるしかなかった主人公が戦うを力を得て反撃する」という設定とそれに伴うアクション性の向上により、ほぼ別物と言っていい内容になっている。
また、前作まではシナリオの分岐により複数のエンディングに分岐するマルチエンディング等が盛り込まれていたが、本作は完全に一本道のストーリーであり、エンディングも一種類のみである。
本作のストーリーやキャラクターは、これまでの『クロックタワー』シリーズとほとんど関連性はない。
深作は、2001年5月から8月までの3ヶ月間、東映東京撮影所のNo.2スタジオで撮影（モーションキャプチャーとビデオコンテの同時収録）を行い、これを撮り終えた。2003年1月に逝去した為、本作が深作の遺作となった（『クロックタワー3』の公式サイトにその撮影風景がムービーとして置かれている）。
主人公であるアリッサ・ハミルトンは、ファッションモデルの美波がCGモデルとなっている。

## ゲームプレイ
本作は全4章（ゲームではブランチ[Branch]と表記）のシナリオからなり、シナリオは主人公アリッサを狙う追跡者『魔のモノ』からの追跡を回避しつつエリア内を探索するアドベンチャーパートと、追跡者を倒すために戦う戦闘パートから構成される。
アドベンチャーパートにおいては、バイオハザードシリーズのように「配置されたアイテムが光る」「シナリオの背景や謎解きのヒントとなる文言を記したファイル」等が存在し、これらを探し、フィールドに仕掛けられた様々な仕掛けを解いてエリアの先に進む。魔のモノと戦う力を秘めた戦士ルーダーの血を引くアリッサの力を解放するためのキーアイテムを探し当て、下記の戦闘パートで魔のモノを打倒してメインの被害者の霊を救済すること（被害者の癒し）が前半の２つの章のメインイベントとなる。また、そのほかの殺害された被害者の霊がフィールド内を徘徊していることもあり、思い出の品を見つけて昇天させてあげることができる。これにより回復や防御用のアイテム、エリア進行に必要なキーアイテムなどが入手できる。
シナリオ最後には魔のモノとの対決が待ち受けており、弓矢を武器として戦うことになる。この際にはアリッサと敵の双方にライフゲージが表示され、敵の攻撃を受けてライフが０になるとゲームオーバーとなる。相手のメーターを０にすれば勝利となりシナリオクリアとなって次のシナリオに進む。最終シナリオに到達して最終ボスを倒すとゲームクリアとなる。

## ストーリー
『クロックタワー3』の舞台は2003年のロンドン 。アリッサ・ハミルトンは14歳の少女で、3年前から寄宿学校で暮らしている。母親のナンシーは、祖父のディックが失踪した後、彼女を寄宿学校に送った。ゲームは、アリッサが母から「15歳の誕生日が終わるまで身を隠していなさい」という手紙を受け取るところから始まる。母の異変に気づき不安になったアリッサは、母の意思に反して家に戻ることを決意する。しかし、母は不在で、「闇の紳士」と呼ばれる男がいるだけだった。母を探すことを決意したアリッサは、母の部屋を探索する。突然、フレデリック・ショパンの「幻想即興曲」がどこからともなくで流れ始め、アリッサは第二次世界大戦中のロンドンの街にタイムスリップしてしまう。
仕立て屋に入ったアリッサは、ハンマーを振り回した男が少女を殺害する場面を目撃する。やがて、アリッサは事件の真相を解明する。メイ・ノートンは、1942年のクリスマスイブにハンマー男に殺された。ハンマー男は殺人を繰り返した後、捕まって処刑された。アリッサは、父の懐中時計を渡すことで、地球に閉じ込められているメイの魂を解放しなければならないことに気づく。そして、メイの魂に時計を渡し、父親と再会させる。その時、アリッサは気を失い、下宿で目を覚ます。彼女は友人のデニス・オーウェンと一緒に下宿を探索し、自分の過去を知る。彼女の家系の少女たちは、超自然的な力を持つ若い女性たち「ルーダー」と呼ばれていた。ルーダーは、無実の人間を感染させて殺人行為に走らせ、その時点で人間を「部下」にしてしまう存在「エンティティー」の宿敵である。ルーダーの力は15歳でピークに達し、その後は衰え、20歳までに完全に消滅する。
アリッサは1960年代に入り、盲目の老女ドロシー・ランドとその息子アルバートの家に入る。彼女はランド親子が硫酸男に殺害され、酸の桶に投げ込まれるのを目撃する。アリッサは硫酸男を倒して、ドロシーの魂に失われたショールを返し、自分とアルバートを解放する。その後、彼女は現在に戻り、そこで闇の紳士が2人の部下を殺したことを祝福する。そして彼女を巨大な時計台の上に送り込み、15歳の誕生日を迎えたら永遠に結ばれると告げ、母親の死を告げる。彼女が信じようとしないので、彼は彼女を塔から投げ落とす。下水道で意識を取り戻した彼女は、もう一人の部下である斧男と対決することになる。斧男を倒すが、殺し損ねて墓場に送られてしまう。そこで彼女は、人間がエンティティーになるためには、15歳の誕生日に血縁関係にあるルーダーの心臓を取り出し、その血を飲まなければならないという「婚約の儀式」を知る。やがてアリッサは斧男と再戦し、破壊することができた。
デニスが到着し、彼とアリッサは、彼らがデニスを誘拐したシザーマンとシザーウーマンに遭遇した放棄された病院に自分の道を見つける。アリッサは城に行き、そこでディックが奇妙な呪文を唱えているのを目にする。そこで彼女は、ディックが「エンゲージメントの儀式」を知っており、自分の子孫である城主のバローズ卿もその儀式を知っていることを知る。そして彼女は、ディックがバローズにエンティティになるための協力を求め、バローズに自分の体に入ってもらい、一緒に儀式を完成させるという過去の出来事を見る。バロウズの霊がディックに憑依し、闇の紳士に変身する。一方、アリッサは双子からデニスを救出するが、その過程で双子を殺してしまう。そして闇の紳士はアリッサに、もしナンシーの魂を救いたければ、塔の頂上に来いと告げる。そこで、闇の紳士はバロウズ卿に変身し、儀式を始める。しかし、デニスがバローズの気をそらし、アリッサが反撃に出る。ナンシーの魂は、残された自分のルーダーの力をアリッサに移し、バロウズを破壊する力を与える。バロウズを倒したアリッサは、母の魂と再会する。そして、塔は崩壊する。目覚めたアリッサは野原でデニスと出会う。彼女はデニスに駆け寄り、彼を抱きしめながら言う。「ママ、やったわ!! やったわ、私達!!」

## 登場人物
声優表記は「ゲーム版 / ドラマCD版」。

### 主要人物
アリッサ・ハミルトン (Alyssa Hamilton)
声 - 藤村ちか / 松来未祐
本作の主人公。14歳。幼い頃に父親フィリップを亡くし、祖父と母によって育てられる。魔のモノを退治する宿命を背負ったルーダーの家系に連なる少女。美しさと聡明さを兼ね備えている。数奇な運命を背負うが、そのことを感じさせない、前向きで明るい性格をしている。魔のモノと対峙する際は聖水のビンを変形させて召喚した精霊の弓矢で立ち向かう。自身の使命を自覚した中盤辺りからは追跡者に対して恐怖を抱く事は少なくなった。
デニス・オーヴェン (Dennis Owen)
声 - 程島鎮磨
15歳。アリッサの幼馴染である少年。陽気な性格。魔のモノに捕らわれて危機に陥るが辛くも助けられ、終盤でアリッサをアシストする。特殊な力は持たないが、彼の行動が窮地を救うことが多く、最終的にシザーマンへ引導を渡したのも彼である。アリッサ同様、オーバーなリアクションをとることが多い。アリッサによれば、昔は泣き虫だったらしい。
ナンシー・ハミルトン (Nancy Hamilton)
声 - 田野聖子 / 鶴ひろみ
37歳。アリッサの母親。彼女自身も若い頃はルーダーだった。古来から続く退魔の家系の宿命をアリッサに背負わせたくない一心で、実家から遠く離れセカンダリースクールの寄宿舎に通わせていた。しかし、娘のためを思って出した手紙がアリッサを危機に招いてしまう。
ディック・ハミルトン (Dick Hamilton)
声 - 谷口高史 / 古川登志夫
アリッサの祖父。ハミルトン家に入り婿の身で妻や娘がルーダーであることを誇りにしていたが、ルーダーの使命を否定するアリッサの父フィリップを対立の末に殺してしまう。
その後、愛するアリッサへの溺愛の情から徐々に精神を病んでいき、「契約の儀式」の存在を知ると共に発見した3つの紋章の謎を解く手がかりを求め、バロウズ城を探すため失踪する。そして3年間もの旅の末、バロウズ城を探し当てると同時に、自身がバロウズの血を引く直系の子孫であることを知る。自分と同じ目的を持ちつつ思惑を成し遂げられなかったバロウズの無念を察し、バロウズの魂と同化を果たし、アリッサを抹殺して魔の儀式を行い共に永久の命を得ることを画策する。
娘のナンシーのこともかつてはアリッサ同様に深く愛していたものの、自身の目的を知られたことでアリッサを遠ざけられて以降、彼女のことも邪魔な存在とみなすようになってしまう。
闇の紳士 (Dark Gentleman)
黒いトレンチコートに山高帽をかぶった、色白い肌の謎の老人。
下宿館に帰ってきたアリッサに謎めいた言葉をかけつつ様々な時代に導いてルーダーとしての戦いに身を投じさせ、やがて自身が新たな魔のモノとなることを宣言してアリッサの心臓を奪うべく、自身が作り出した闇の世界に引き込んだ。
その正体は魔のモノになるべく先祖のバロウズ侯爵と融合を果たしたアリッサの祖父ディックである。

### 魔のモノの配下たち
ダン・D・バロウズ (Dan D. Barrows / Darcy Burroughs)
17世紀初頭のイギリスの公爵。残虐公として知られ、近隣諸国にも恐れられていた。しかし己の体の衰えを感じ、溺愛した娘を魔の儀式の生贄に捧げようと目論むも、娘が15歳の誕生日の前日に馬車の事故で死んでしまい、怒りのあまり御者を殺した上それを諌めた者や妻の首まで刎ね飛ばし、挙句の果てに領民にまでその牙を向け大虐殺を引き起こした。その後、蜂起した領民達の逆襲に逢い、逃げ込んだ時計塔の中で歯車に挟まって死亡した。後に自身の直系の子孫であるディックの肉体と一体化して甦り、新たな魔のモノと化して永遠の命を得るべくアリッサに襲い掛かる。
特大攻撃、体力吸収などを使いこなし、こちらの繋いだ鎖を断ち切る、更には体力値も桁外れと、他の魔のモノとは比較にならない強さを持つ。また、特大攻撃を使う際、アリッサに鎖を3回付けると「終わりだ!!」と叫ぶ場面も見られる。
ハンマー男 / リチャード・モーリス (Sledgehammer / Richard Maurice)
声 - 横山一敏 / 塩谷翼
本名は「リチャード・モーリス」。メイの殺害犯。生前は石切り工だった。
同僚を突如ハンマーで殺害し、後に逮捕され電気椅子にかけられるが数度耐え、ようやく絶命する。殺人動機に不明な点が多く「精神分析しにくい」と言われた。
ボス戦では、ハンマーでの直接打撃の他、地面を強打して衝撃波を出す、接近してアリッサの首を絞める等の攻撃を行う。
二周目では棘の付いた鉄球に持ち替えている。
硫酸男 / ジョン・ヘイグ (Corroder / John Haigh)
声 - 清家利一 / 青山穣
本名は「ジョン・ヘイグ」。ランド親子の殺害犯。生前は詐欺の常習犯だった。
一人暮らしの老人の家にお題目を着けて侵入し、金目の物を奪った後始末に老人を殺害し、証拠隠滅に硫酸で溶かすという残忍な犯行を繰り返していた。工場に硫酸を盗みに入った矢先に警官に発見され銃撃戦の末、頭から硫酸を浴び死亡。自分の欲求のために人を殺害するのみならず、人の幸せを引き裂くことに喜びを感じる悪辣な性格。
ボス戦ではシャワーヘッド型の噴射器での硫酸噴霧による遠距離戦が得意だが、一定回数攻撃を繰り出すとポンプ内の硫酸が切れてしまい、タンクから補給する動作が生じるため隙ができる。二周目ではスプレー型の武器になっており、噴出される硫酸の色も黄色になっている。
斧男 / ハーベイ・パウエル (Chopper / Harvey Powell)
声 - 岡本美登
本名は「ハーベイ・パウエル」。生前は17世紀に生きていた木こり。
幼少から｢顔が醜い｣といわれ、恋心を抱いていた女性に婚約を申し込んだものの、断られ罵倒されたため逆上殺害、死体を剥製にする凶行を行う。その後も殺戮を犯しつづけてきたが、農民に捕らわれ処刑された後に魔のモノの配下として復活した。以来、多くのルーダーを手にかけてきた。
魔のモノで唯一ボス戦が二回ある。ボス戦では、斧で斬りつけたり投げ飛ばしてくる。投げて来た斧を打ち返す事が出来れば大きな隙が生まれる。
二周目では鎌に持ち替えている。
シザーマン / ルディ (Scissorman / Rudy)
声 - 竜川剛 / 岩崎征実
本名は「ルディ」。シザー兄妹の兄。東洋出身の血筋で兄妹揃って孤児だったところをバロウズ公爵に拾われたらしい(詳細は不明とされている)。
その後はバロウズ家に仕えていたが、当時から動物を殺害するなどの異常性を見せており、バロウズ侯爵の乱心を機に大量の領民をハサミで殺害するようになる。その後、妹ともども蜂起した農民によって処刑されるも魔のモノの配下となって甦り、主のためにアリッサをつけ狙う。
性格は冷酷かつ残忍で、誰かを痛めつけることを快楽としており、幼稚で無邪気な残虐性を垣間見せるが、妹思いの一面もある。
クロックタワーシリーズの殺人鬼であるシザーマンがモデルだが、その容姿や手にしている凶器の形状などは大きく異なっている。
ボス戦では、ハサミで切りつけたり、衝撃波を出して攻撃する。二周目では日本刀を二本重ねてハサミのように使用する。
シザーウーマン / ジャニス (Scissorwoman / Janis / Janice)
声 - 東幸枝
本名は「ジャニス」。シザー兄妹の妹。残忍かつ幼稚で無邪気な性格は兄と同様で、ハサミで攻撃をする。
追跡中の性能は兄と変わらないが、ボス戦では体力が全ボス中最低である反面、自動照準が機能せず、光の鎖による縛り付けが効かない(よって特大攻撃も狙えない)。その他、アリッサよりも移動速度が速い上に頻繁にワープを行ったり、広範囲をカバーする竜巻攻撃を放ったりとかなりの強敵である。
二周目では小剣を二本用いてハサミのように使用する。

### 犠牲者たち
メイ・ノートン (May Norton)
声 - 中原郁
第二次大戦中のイギリスの下町にある仕立て屋の家の少女。
早くから母親を亡くし、父と共に仲良く暮らしていたが、父が戦争に招聘されたため、ラジオ放送を通じて自身のピアノ演奏を聴かせるためコンクール優勝を目指して努力していたものの優勝は叶わず、失意の内に父の留守中に侵入してきたハンマー男に撲殺された。
コンサートホールに幽霊となって出没し血だらけの姿で泣きながらピアノを弾き続けていたがアリッサに救われ、父親のウィリアムと共に天への階段を上っていった。
ウィリアム・ノートン (William Norton)
声 - 中井出健
仕立て屋を営む男性で、メイにとってかけがえの無い父親だった。第二次世界大戦に徴兵され大砲の弾により死亡。その後魂となって娘と再会を果たし、共に昇天する。
アルバート・ランド (Albert Rand)
声 - 佐瀬弘幸
母親思いの青年。母とは仲睦まじい親子と近所で評判だった。玩具作りを営み、お金を貯め母親の目を治そうと働いていたが、硫酸男に目を潰された挙句、母親と共にドラム缶に入れられ硫酸を浴びせかけられて殺されてしまう。
その後、霊となって自宅の中に出没し、見えない目で母の姿を探しながら家の中をさ迷い歩いていたが、アリッサの働きで視力を取り戻し母と再会を果たして昇天した。
ドロシー・ランド (Dorothy Rand)
声 - 森みつえ
アルバートの母。7年間の病で目を患っている。親戚と称して入り込んできたジョンを疑うアルバートに｢人を信じなさい｣と諭していたことが仇となり、息子ともども殺害されてしまう。強い苦しみの念ゆえかポルターガイストを起こせる。アルバートの編んだショールを大事にしている。
アリッサが硫酸男を打ち倒しアルバートのショールを取り戻してきてくれたことで視力を取り戻し、息子と再会を果たして昇天した。

### その他の人物
フィリップ・ハミルトン (Philip Hamilton)
声 - 河内浩
アリッサの父。娘に平穏な暮らしをさせたいと願いアリッサを立派なルーダーに育てようとするディックと対立していたが、彼ともみ合った末にベランダから転落し、下に転がっていた斧が頭を直撃して即死した。
リンダ・オーヴェン (Linda Owen)
デニスの姉。看護師の仕事をしている。アフリカに行っており、半年は戻ってこないらしい。
ハイアムス
声 - 上田敏也
ドラマCD版に登場する人物。ハミルトン家に仕える執事。普段は飄々として落ち着いておりナンシーが危険な目にあってもその態度を崩さないこともあるが、場合によっては彼女に対して感情的になり心配する様子も見せている。歳のせいもあって体調があまり優れない様子。
世話係のリンダ
声 - 寺田はるひ
ドラマCD版に登場する人物。ハミルトン家に仕えるメイド。
アイリーン
声 - 竹内順子
ドラマCD版に登場する人物。ナンシーの友人。
サム
声 - 青山穣
ドラマCD版に登場する人物。ナンシーが夢の中の中世の古城で出会った見た目が20代前半のクリーニング屋の青年。
フレッド
声 - 岩崎征実
ドラマCD版に登場する人物。図書館の雑務係。
ジェフ
声 - 青山穣
ドラマCD版に登場する人物。ハミルトン家に仕える執事。
リンダ
声 - 鈴木麗子
ドラマCD版に登場する人物。寄宿舎で仲良くなったアリッサの友人。
キャッシー
声 - 池田千草
ドラマCD版に登場する人物。寄宿舎で仲良くなったアリッサの友人。
寮長
声 - 小田切こずえ
ドラマCD版に登場する人物。アリッサ達の通う寄宿舎の寮長。

## アイテム
インビジブル
一定時間、使い魔・追跡者・幽霊などから発見されなくなり、パニックメーターが増加しなくなる。
思い出の品
さまよう幽霊を成仏させる為に必要不可欠のアイテム。種類は様々。
結界石
所持していると、パニック状態の際に追跡者から攻撃を受けても、一度だけ無効にしアリッサが死亡しない。終盤に出現するトラップは当たると一撃で死亡してしまうが、結界石があれば防ぐ事が出来る。
神木の矢
戦闘時のみ使用可能。最大威力を持つ。タメずとも一撃で縛りつけが可能。
ラベンダー
気分を落ち着け、パニックメーターを最低まで下降させる。パニック状態を鎮める事ができる他、あらかじめ使って上昇しかけているゲージを下げることも可能。ただし、即座にパニック状態が解除されるわけではない。
霊木の矢
戦闘時のみ使用可能。中間クラスの威力を持つ。

## システム
ボタンは全て初期設定のもの。
しゃがみ
□ボタンを押すとしゃがみこみ、そのまま移動すると匍匐前進する。狭い場所を潜り抜ける際に使用する。物陰に隠れる際にも有効だが、敵の攻撃を避ける用途には使えない（しゃがんだだけでは避け難い上、たとえ避けても近くで武器を振るわれてはパニックメーターが上昇する）。
癒し
主に死体の近くに幽霊が浮遊している。近付くと襲って来て、掴まれるとパニックメーターが上昇する。その幽霊にとっての｢思い出の品｣を渡す（本来あるべき場所に戻す）と、成仏し常用アイテム或いは矢が貰える。一部はキーアイテムであり、進むために癒しを行う部分もある。
追跡者の出現条件
従来の作品は「時間経過」、「特定のイベント」、「出現ポイントをクリックする（操作方法が違うため、今回はこの条件は無い）」であったが、本作はこの他にも「使い魔に触れる」「缶などを蹴って音を出す」でも出現。追跡者を倒した後でも音が出るギミックは作動する（追跡者は倒されているので出現しない）。
パニックメーター
旧作のRSIシステムに代わる新システム。アリッサのパニックの度合いを表すメーターで、魔のモノや幽霊の攻撃を受けたり、隠れている最中に近づかれると上昇する他、イベントで上昇する場合もある。満タンになるとパニック状態に陥ってしまい、「周囲が薄暗くなり視界が制限される」「勝手に走り出したり立ち留まったりして制御しづらくなる」という制限がつく他、隠れている最中にMAXになった場合は外に勝手に外へ飛び出してしまう。この状態で追跡者や幽霊に攻撃されると殺されてしまう。逆に言えばパニックにならない限りいくら攻撃されても死ぬことは無い。パニック状態の解除にはラベンダーが必要。結界石があればパニック状態中に攻撃を受けても1度だけゲームオーバーを回避できる。なお、パニック状態でも諸々の謎解きは行え、また通常時より足が速くなるという特徴もある。
逃走状態
主人公が追跡者に追跡されている状態。従来のシリーズとは大きく異なり、この状態でも謎解きやフラグ立ては通常通り行える。そのため、危険ではあるが追われながらの調査も可能であり、一部それを強いられる場面も存在する（もっとも、何かを調べたりアイテムを使用している最中は敵の動きも止まるが）。隠れポイントか回避ポイントの利用で解除できるが、追って来ない場所まで逃げ切る、死角に潜んで敵が消えるのを待つ、といった回避も可能。
しかし、追跡者の出現頻度はかなり高い上に移動速度も旧作とは比べ物にならない速さであり、主人公の移動速度も決して早くはないため、前作までの感覚で逃げることはできない。
回避ポイント
魔のモノを撃退できるが、1回しか使えない。光っているポイントを○で調べる。基本的に敵を撃退することができ、中には直接的な効果が現れないものもあるが、前作までのように失敗するポイントは無い。
隠れポイント
従来のように隠れて敵が去るのを待つ場所。敵が近くにいるとパニックメーターが徐々に上昇してしまい、満タンになるとアリッサが恐怖のあまり飛び出してしまう。敵の見ている前で隠れると発見されてしまい、一気にパニックになってしまう。何回でも使用できるが、アリッサのステータスをよく見て使用することが重要。ただし、『2』のようにポイントによって見付かる確率が変動することはなく、基本的に隠れる瞬間を見られなければ見つからない。また、敵が聖水で怯んでいる隙に隠れれば発見されずに済む可能性は高まる。
使用ボタンは回避ポイントと同じ。また、パニックメーターの状況に関係なく追跡者を何度でもやり過ごせるポイントも存在する。
聖水
「追跡者や徘徊する幽霊を怯ませる」「封印を解く」「魔法陣を起動させる」「使い魔を祓う」などの効果を持つ。△で使用。ボスを倒すことで入手するキーアイテム「クローバーのペンダントのかけら」によって強化される。最大3段階で、使用回数は5回まで。ランクごとに名称がつけられており「聖なる水」「裁きの炎」「清き風」「奇蹟の光」の順にレベルが上がっていく。レベルが高いとその分、追跡者や幽霊をひるませる効果が長くなる。
聖水のビン入手後に使用可能となり、補充はセーブポイントであるライオンの水汲み場で行う。
戦闘
各ブランチ（章）の最後はアリッサのルーダーの力が覚醒し、追跡者との戦闘となる。
戦闘は三人称視点のフィールドで行われ、弓矢を構えると視点が一人称に切り替わり、自動的に矢のパワーが溜まっていく。 △（特殊矢はR1）で矢を発射して相手にダメージを与え、敵の体力ゲージを〇にすると勝利となる。
「矢の溜め」は6段階あり、最大まで溜めた矢を命中させると、ボスは光の帯に繋がれた状態となり移動が制限される。何本か鎖を繋いでから攻撃を放つと特大攻撃となり大ダメージを与えられる。○×□はいずれも押すとしゃがみ、一部の攻撃を避けることができる。パニックメーターは無く、一般的なアクションゲームのように体力ゲージが表示される。
使い魔
ブランチ1の後半から出現する紫の蛾のような外見をした生き物。触れると足止めを喰らい、更に追跡者を呼ばれる。聖水で祓える。インビジブルを使えば、触れても追跡者は出現しない。
ゲームオーバー
今作のゲームオーバーは「パニックメーターが満タンの時に攻撃を受ける」「ボス戦で敗北」といった場合に発生する。また、一部の落下判定のある場所で落下、ある場所の即死トラップに引っ掛かるといった形でもゲームオーバーとなる（画面から血が全体に染まってから「GAMEOVER」が表示される）。コンティニューを選んだ場合、最寄のコンティニューポイントか最後に立ち寄ったセーブポイントからの再開となる。
二周目
クリアデータをロードすると再び最初からスタートとなる。隠しコスチュームが解禁され、敵も強力になっている。追跡者は移動速度が一周目に比べて速く、武器も変わっているために攻撃力が上がっている（正確には上がっているのはパニックメーター上昇率。戦闘時の攻撃力自体は変わっていない）。二周目をクリアしてもクリアデータをセーブすることはできないので、三周目以降は存在しない。なお、隠しコスチュームは日本版と海外版で異なる（日本版ではセーラー服やサンタ衣装だが、海外版では鎧やカウガール、女王様風の衣装など）。

## キーワード
ルーダー
古代から魔のモノを退治する宿命の元に闘争を続けてきた戦士たち。ヨーロッパの各地に能力を伝える家系が存在しており、ハミルトン家もその一つである。
能力に覚醒するのは女性のみかつ10代の少女に限られる。力が絶頂になるのは15歳の時で、20歳になると完全に失ってしまう。
魔のモノの配下に殺された被害者の思い出の品を手に入れることで、被害者の無念の心を受け止めてルーダーのパワーに変換し、精霊の弓矢を召喚して戦う能力を持つ。裏を返せば被害者の遺留品を手に入れなければその持ち主である被害者を手にかけた魔のモノと戦うことはできない。斧男によって大勢のルーダーが犠牲になった。
契約の儀式
ルーダーが15歳になった時に行う儀式。心臓を奪い血を啜ることで新たな魔のモノとなり、永遠の命を得る。
ハミルトン家
ルーダーの家系の1つ。アリッサの母ナンシー、祖母フランチェスカもルーダーとして戦ってきた。なお、ダンの妻であるネリーもハミルトン家である。
バロウズ家
400年続く家系。ダンは｢残虐候｣として知られていた。従来のシリーズにおけるバロウズ家とは、物語的に直接の関連性はない。
ブラウン家
ダン・バロウズ公爵夫人の息子であり、ディックの先祖であるビリー・バロウズから枝分かれした一族。反乱の際、彼は姓をブラウンと称して逃れており、以後、ブラウン家として家系が存続してきた。
魔のモノ
古代ローマの時代から人の世に居る魔性の存在。人間に忍び寄っては残虐な心を吹き込んで殺人を犯させ、その人間が死した後も不死身の存在として蘇生させ殺人を犯させ続ける
自身に対抗する力を持つ唯一の存在であるルーダーと長きに渡り闘争を続けてきた。
魔のモノの配下
その身に宿した残虐性を見込まれ、魔のモノの王たる存在に不死の力を与えられた人間。殺した人間の数だけ力を得ている為、手に掛けた人数に比例する懲役年数がそのまま戦闘時のヒットポイントに変換される。不死ではあるが無敵ではなく、何らかの衝撃で案外簡単に気絶する事が多い（ゲーム中の回避ポイントなど）。

## 開発
2000年にヒューマン株式会社が倒産した後、サンソフトがクロックタワーの知的財産権の唯一の所有者となった。2001年4月、カプコンは『クロックタワー3』をPlayStation 2で発売することを発表し、サンソフトとの共同制作を行った。映画監督である深作欣二がディレクション、雨宮慶太がキャラクターデザイン、杉村升がシナリオ、久保こーじが音楽を担当した。深作にとってゲームの制作は本作が初めてである。また、背景デザインは野口竜が担当した。
発表当時、キャスティングの段階で、アリッサのモーションキャプチャーのために200人以上の女優がオーディションを受けた。2002年5月に開催されたE3のカプコンブースでは、ノンプレイのデモが展示された。

## 売上
2002年12月12日に発売された『クロックタワー3』は、商業的には失敗に終わった。カプコンは最低でも45万本の売り上げを見込んでいたが、その数字を大きく下回る結果となった。

## 評価
『クロックタワー3』は、28件のレビューを受け、Metacriticでは100点満点中69点という「賛否両論」の評価を受けた。
このゲームの表現力は高く評価されており、多くの人が、優れた脚本と演出されたカットシーンによってもたらされた優れた映画的スタイルを指摘している。また、グラフィックやその雰囲気も好評であった。GameSpyのAlan Pavlackaは、「脚本がこのゲームの最大の長所だと感じており、「優れた映画のシーン」と「独特のビジュアルスタイル」も高品質のプレゼンテーションに貢献している」と評した。IGNのJeremy Dunhamは「『クロックタワー3』はイギリスのシリアルキラーの裏社会の汚くてかび臭い感じをうまく表現している...それはメアリー・シェリーの小説からそのまま出てきたようなものだ」と評価している。深作欣二によるカットシーンの演出については、EurogamerのKristan Reedが「非常によく再現されている」と評価している 。また、カメラワークやゲームの怖さについては、賞賛と批判の両方があった。
プレゼンテーションが好意的に受け止められた一方で、ゲームプレイについては複数のレビューで批判を受けた。具体的には、ボス戦や、隠れたり追いかけたりする反復的なゲームの仕組みが弱点として挙げられている。GameSpotのBrad Shoemakerは、「映画のような部分はゲーム性に支えられているとし、プレイヤーはプレイする楽しさよりもストーリーのためにゲームを終わらせたいと考えるだろう」と述べている。Game RevolutionのAA Whiteは、「『Clock Tower 3』は最終的に、実際のゲームプレイよりも映画の方が面白いゲームの一つであり、ゲーマーの立場からすると、それは決して良いことではない」と評した。また、「ゲームが短すぎる」という意見もある。

## ドラマCD
クロックタワー3 予兆編 / 覚醒編
2003年1月24日に予兆編、同年3月21日に覚醒編が発売された。ストーリーは本編のプロローグ（前日譚）となっている。主人公はアリッサの母・ナンシーが務めるが、終盤で母親になってからは本編の主人公・アリッサに主人公が交代する。